# Tiberi Sabater
Tiberi Sabater i Carné (Villanueva y Geltrú, 1852 - Barcelona, 1929) fue un maestro de obras español, autor de diversos edificios de corte historicista.

## Trayectoria
Se tituló en 1872. Su obra se enmarcó en un eclecticismo clasicista inspirado en el Renacimiento lombardo.
Una de sus primeras obras fue la Casa Elcano, también llamada del Pirata (1880-85), en el paseo de Gracia, de estilo clasicista, con una escultura en la fachada de Juan Sebastián Elcano, de Francisco Font.
Entre 1881 y 1883 construyó el Casino Mercantil o Bolsín, en la calle de Avinyó, desde 1939 sede de la Escuela de la Lonja. Es un edificio ecléctico de corte clásico que combina elementos renacentistas con los órdenes clásicos grecorromanos; en la fachada se hallan dos esculturas en alegoría del Comercio y la Industria, obra de Rossend Nobas y Joan Roig i Solé.
En 1887 edificó el Palacio Marcet, en el paseo de Gracia esquina con la Gran Vía de las Cortes Catalanas; en 1934 fue reconvertido en el Teatro Comedia —cine desde 1960—. Concibió este edificio acorde a su habitual estilo ecléctico, con una mezcla de elementos neoplaterescos  y neoclásicos y cierto aire afrancesado. En la decoración interior participaron Joan Batllebò, Francesc Roig y Eduard Llorenç.
En la Exposición Universal de Barcelona de 1888 ganó una medalla de oro por algunos de sus proyectos de casas de alquiler.
En 1892 construyó en el Cementerio de Pueblo Nuevo el Panteón Carreras de Campa, con una escultura de un ángel de Rafael Atché.